# Фінал кубка Англії з футболу 1896
Фінал кубка Англії з футболу 1896 — 25-й фінал найстарішого футбольного кубка у світі. Учасниками фіналу були «Венсдей» і «Вулвергемптон Вондерерз». Володарем кубкового трофею став «Венсдей».

## Шлях до фіналу
| «Венсдей»                | «Венсдей» | «Венсдей»                                                         | Раунд        | «Вулвергемптон Вондерерз» | «Вулвергемптон Вондерерз» | «Вулвергемптон Вондерерз»               |
| ------------------------ | --------- | ----------------------------------------------------------------- | ------------ | ------------------------- | ------------------------- | --------------------------------------- |
| Суперник                 | Результат | Матчі                                                             |              | Суперник                  | Результат                 | Матчі                                   |
| «Саутгемптон Сент-Меріс» | 3—2       | 3—2 на виїзді                                                     | Перший раунд | «Ноттс Каунті»            | 6—5                       | 2—2 вдома, 4—3 на виїзді (перегравання) |
| «Сандерленд»             | 2—1       | 2—1 вдома                                                         | Другий раунд | «Ліверпуль»               | 2—0                       | 2—0 вдома                               |
| «Евертон»                | 4—0       | 4—0 вдома                                                         | Третій раунд | «Сток»                    | 3—0                       | 3—0 вдома                               |
| «Болтон Вондерерз»       | 4—3       | 1—1 на нейтральному полі, 3—1 на нейтральному полі (перегравання) | 1/2 фіналу   | «Дербі Каунті»            | 2—1                       | 2—1 на нейтральному полі                |

## Матч
| 18 квітня 1896 |

| Венсдей          | 2:1      | Вулвергемптон Вондерерз |
| ---------------- | -------- | ----------------------- |
| Спайсклі 1', 18' | Протокол | Блек 8'                 |

| Крістал Пелес, Лондон Глядачів: 48 836 Арбітр: Вільям Сіпсон |

|  |  |

|                  |  |                |  |
|                  |  |                |  |
| В                |  | Джиммі Массі   |  |
| З                |  | Джек Ірп (к)   |  |
| З                |  | Емброуз Ланглі |  |
| ПЗ               |  | Гаррі Брандон  |  |
| ПЗ               |  | Томмі Кроушоу  |  |
| ПЗ               |  | Боб Петрі      |  |
| Н                |  | Арчі Браш      |  |
| Н                |  | Алек Брейді    |  |
| Н                |  | Лоуренс Белл   |  |
| Н                |  | Гаррі Дейвіс   |  |
| Н                |  | Фред Спайсклі  |  |
| Головний тренер: |  |                |  |
| Артур Дікінсон   |  |                |  |

|                  |  |                 |  |
|                  |  |                 |  |
| В                |  | Біллі Теннант   |  |
| З                |  | Дікі Бо         |  |
| З                |  | Томмі Данн      |  |
| ПЗ               |  | Біллі Овен      |  |
| ПЗ               |  | Біллі Малпасс   |  |
| ПЗ               |  | Гілл Гріффітс   |  |
| Н                |  | Джек Тонкс      |  |
| Н                |  | Чарлі Гендерсон |  |
| Н                |  | Біллі Бітс      |  |
| Н                |  | Гаррі Вуд       |  |
| Н                |  | Девід Блек      |  |
| Головний тренер: |  |                 |  |
| Джек Адденбрук   |  |                 |  |